# Airports of Morocco
Airports of Morocco ou مطارات المغرب (anciennement Office national des aéroports ou ONDA) (arabe : المكتب الوطني للمطارات) est l'établissement public chargé des aéroports et du contrôle de la navigation aérienne au Maroc.
il est dirigé maintenant par Adel el fakir.

## Histoire
Jusqu'en 1980, les aéroports et les services de navigation aérienne étaient directement gérés par l’administration (ministère du Transport).
Avec la construction et la mise en service du terminal de l’aéroport Mohamed-V de Casablanca à cette date, le Gouvernement décida d’opter pour l’autonomie de gestion, avec la création en 1980 du premier établissement public de gestion aéroportuaire ; l’OAC (Office des aéroports de Casablanca), dont les attributions ont été initialement limitées aux aéroports de Casablanca.
Dans les années 2010, l'ONDA met en place un service important sous le nom « aéroport sans tabac » ce qui interdira la vente de tabac dans les kiosques de ses aéroports.

### L’OAC
L’OAC a constitué la première étape du nouveau régime de gestion aéroportuaire. Il a été mis en place conformément au discours du trône du 3 mars 1981 du roi Hassan II : « Nous nous sommes résolus à développer, à élargir et à moderniser le réseau des communications, à multiplier les aéroports et à les rehausser au niveau des aéroports occidentaux les plus prestigieux ».
Ce bilan positif a été un facteur déterminant dans la décision d’extension de cette première expérience à l’ensemble des aéroports nationaux.

### L’ONDA
Ainsi, les prérogatives de l’OAC ont été graduellement et progressivement étendues pour couvrir finalement à partir de 1990 la totalité des aéroports et des services de la navigation aérienne.
Ce renforcement par paliers des compétences de l’établissement, découle d’un choix délibéré, et d’une vision stratégique, en vue d'assurer le développement optimal du secteur aéronautique.
L’ONDA est créée en vertu du décret no 2-89-480 du 1er joumada II 1410 (30 décembre 1989) pris pour l'application de la loi no 14-89 transformant l'Office aéroports de Casablanca en Office national des aéroports,.
La démarche de développement de cet important Office fut couronnée par la décision royale intervenue en 1991, rattachant l’ensemble des services de la navigation aérienne à l’ONDA, en vue de consolider le rôle de l’établissement pour une action plus large en faveur du secteur aéronautique.
En mai 2021, la direction de l'ONDA annonce qu'elle va construire et gérer un centre de stockage, de démontage et de recyclage des avions hors d’usage. Ce dernier sera situé près de l’aéroport d’Oujda Angad,.

## Missions
L’Office national des aéroports est un établissement public à caractère industriel et commercial.

### Les missions de l’ONDA sont regroupées en 4 axes
- La garantie de la sécurité de la navigation aérienne au niveau des aéroports et de l’espace aérien, sous juridiction nationale.
- L’aménagement, l’exploitation, l’entretien et le développement des aéroports civils de l’État. L’embarquement, le débarquement, le transit et l’acheminement à terre des voyageurs, des marchandises et du courrier transportés par air, ainsi que tout service destiné à la satisfaction des besoins des usagers et du public.
- La liaison avec les organismes et les aéroports internationaux afin de répondre aux besoins du trafic aérien.
- La formation d’ingénieurs de l’aéronautique civile, de contrôleurs et d’électroniciens de la sécurité aérienne.

### Des missions qui se déclinent en un certain nombre d’exigences, à savoir
- La garantie d’une qualité de service dans les prestations rendues aux compagnies et aux passagers, conformément aux normes internationales.
- Le développement continu des ressources nécessaires pour répondre au changement technologique permanent du secteur.
- Le développement du secteur pour répondre aux besoins de croissance du transport aérien.

## Direction
En juin 2024, Adel El Fakir est nommé à la direction de l'ONDA. Il remplace alors Habiba Laklalech.

## Evolution du logo

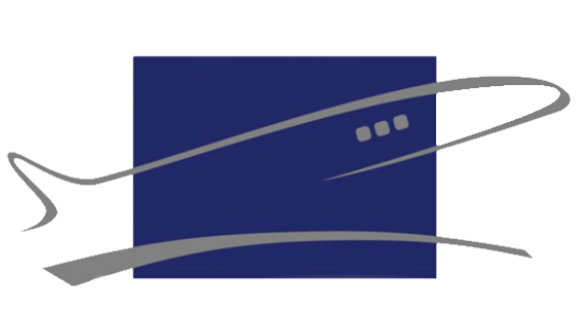